# Plagiochila kiaeri
Plagiochila kiaeri är en bladmossart som beskrevs av Carl Moritz Gottsche. Plagiochila kiaeri ingår i släktet bräkenmossor, och familjen Plagiochilaceae.

## Underarter
Arten delas in i följande underarter:
- P. k. kiaeri
- P. k. myriocarpa